# Secretaría de Salud (Honduras)
Secretaría de Salud de Honduras es el encargado de lo concerniente a la formulación, coordinación, ejecución y evaluación de las políticas relacionadas con la protección, fomento, prevención, preservación, restitución y rehabilitación de la salud de la población, las regulaciones sanitarias relacionadas con la producción, conservación, manejo y distribución de alimentos destinados al consumo humano, el control sanitario, de los sistemas de tratamiento. que de las aguas pluviales, negras y servidas y la disposición de excretas, así como lo referente a inhumaciones, exhumaciones, cementerios, crematorios, en coordinación con las autoridades municipales, el control y vigilancia de la producción y venta de productos farmacéuticos, cosméticos y sustancias similares de uso humano y la producción, tráfico, tenencia, uso y comercialización de drogas psicotrópicas.

## Historia
El siglo XIX fue para Honduras el más plagado en enfermedades como el cólera morbus, muchos fueron sus víctimas debido a la falta de una entidad sanitaria. La que vio sus primeros intentos con la creación de la facultad de Medicina y cirugía en la Universidad Nacional de Honduras en la década de 1880, fundándose así el “Ministerio de Sanidad y Benevolencia” con un primer organigrama en el cual se incluía la creación de hospitales nacionales, todo en el gobierno del Doctor Marco Aurelio Soto, este misma ley se fue reformando para ampliar los servicios a una creciente población que entraba hacia el siglo XX, fundándose con ello un sistema de sanidad a nivel nacional, nuevos hospitales, centros de salud en las cabeceras departamentales y centros regionales.

## Evolución del nombre de la Secretaría y titulares[1]
- Secretaría de Estado en el Despacho de Sanidad y Beneficencia
  - Dr. Manuel Cáceres Vijil (1955-1956)
  - Dr. Roberto Lázarus (1956-1957)
  - Dr. Rafael Martínez Valenzuela (1957-1963)
  - Dr. Abraham Riera Hotta (1963-1965)
- Secretaría de Estado en el Despacho de Salud y Asistencia Social
  - Dr. José Antonio Peraza (1965-1971)
  - Dr. Gilberto Osorio C. (1971-1972)
  - Dr. Carlos A. Pineda (1972)
- Secretaría de Estado en el Despacho de Salud Pública y Asistencia Social
  - Dr. Enrique Aguilar Paz (1972-1978)
  - Dr. Luis Alejandro Coussin (1978-1980)
  - Dr. Juan Andonie Fernández (1980-1982)
  - Dr. Gonzalo Rodríguez Soto (1982-1983)
- Secretaría de Estado en el Despacho de Salud Pública
  - Dr. Rubén Francisco García Martínez (1983-1985)
  - Dr. Juan De Dios Paredes (1985-1986)
  - Dr. Rubén Villeda Bermúdes (1986-1990)
  - Dr. César Castellanos Madrid (1990-1992)
  - Dr. Ramón Pereira Aguilar (1992-1994)
  - Dr. Enrique Samayoa (1994-1997)
- Secretaría de Estado en el Despacho de Salud
  - Dr. Marco Antonio Rosa Zelaya (1997-1999)
  - Dr. Plutarco E. Castellanos E. (1999-2002)
  - Lic. Elías Lizardo (2002-2005)
  - Dr. Merlín Fernández (2005-2006)
  - Dr. Orison Velásquez (2006)
  - Dra. Jenny Meza (2006-2007)
  - Dra. Elsa Yolanda Palou (2007-2008)
  - Dr. Carlos Aguilar Pineda (2008-2009)
  - Dr. Mario Noe Villafranca (2009-2010)
  - Dr. Arturo Bendaña Pinel (2010-2011)
  - Dra. Roxana Araujo (2011-2012)
  - Dr. José Salvador Pineda (2012-2013)
  - Dra. Edna Yolani Batres (2014-2017)[2]
  - Dra. Delia Rivas (2017-2018)
  - Dr. Octavio Sánchez Midence (2018-2018)
  - Pedagoga Alba Consuelo Flores (2018-2022)
  - Dr. José Manuel Matheu (2022-2024)
  - Dra. Carla Paredes Reyes (2024-actual)

## Página web
- https://www.salud.gob.hn/

- Datos: Q6123248